# 白昼夢 (江戸川乱歩)
『白昼夢』（はくちゅうむ）は、1925年（大正14年）に発表された江戸川乱歩の掌編小説、ショートショート（犯罪小説）。博文館の探偵小説雑誌『新青年』の1925年7月号に掲載され、『D坂の殺人事件』に始まる6ヶ月連続短編掲載の6作目（『指環』と同時掲載）にあたる。雑誌掲載時は『小品二篇 その一 白昼夢』のタイトルであり（その二が『指環』である）、書籍刊行にあたって現在のものに改題された。
書籍刊行としては1926年1月の『創作探偵小説集第二巻「屋根裏の散歩者」』（春陽堂）が初。

## 執筆背景
1925年当時、専業作家になることを決めた江戸川乱歩は編集長・森下雨村の企画による『D坂の殺人事件』（1月号）に始まる『新青年』での6ヶ月連続短編掲載を受け持った。ところが、2作目『心理試験』（2月号）にして種切れで悩み、3作目『黒手組』（3月号）、5作目『幽霊』（5月号）は自ら愚作、駄作と呼ぶほどの出来で書く気力を失ってしまった。そこで1回休載を挟み、掌編2作の同時掲載として『指環』と共に執筆されたのが本作である。
乱歩は小酒井不木から屍蝋の作り方を聞いたことと、当時、有田ドラッグという全国にチェーン展開していた薬屋が生々しい蝋細工の皮膚病人形を飾っていたことを結びつけて着想し、本来は被害者を屍蝋にして保存するという筋の推理小説を書くつもりでいた。しかし、ものにならず、本格ものとするには不自然な部分を気違いめいた文章で誤魔化したような形となり、結局、狂人の幻想という掌編小説となった。このため本格探偵小説を志向する乱歩にとっては同時発表の『指環』と共に自信のない作品であったが、読者の反応は好評で、『屋根裏の散歩者』『人間椅子』と共に、自分を純粋推理小説から離れさせた初期の一作だと乱歩は回顧している。

## あらすじ
「あれは、白昼の悪夢であったか、それとも現実の出来事であったか。」の一文から「私」の独白が展開される。
晩春の蒸し暑い日の午後、「私」が道を歩いていると、ある男の演説を群集が笑いながら聞いているのに出くわす。40歳ほどの身なりの良い男の演説内容に興味を持った私が話に耳を傾けると、それはおそろしい殺人の告白だった。男は浮気性の妻を殺害して遺体を長期間、水に漬け、屍蝋にしたという。そして私は人殺しだから巡査に見つらないように用心にしなければならないなどと嘯きながら、とてもいい死体の隠し場所を見つけた、死骸は俺の店先に飾っているので「ほら、見てごらん」と言う。
「私」がハッとして後ろを振り向くとはたして薬屋があり、男は薬屋の主人とわかる。そして店の奥にはガラス張りの中に人体模型があるのが見え、店舗に入って「私」はまじまじと確認する。それは一瞬、ニッコリと笑うだけのただの女の蝋細工の人形にも見えたが、蝋の肌の奥に見える黒ずんだ皮膚や産毛など、「私」はそれが確かに人間の死体であると確信する。「私」は驚いて店から飛び出すが、群集は誰も薬屋の話を真に受けず、警官すら笑いながら話を聞いていた。

## 収録
- 光文社文庫『江戸川乱歩全集第1巻 屋根裏の散歩者』（2004年）
- 岩波文庫『江戸川乱歩短篇集』（2008年）
- 文春文庫『江戸川乱歩傑作選 蟲』（2016年）
- 新潮文庫『江戸川乱歩名作選』（2016年）